# Serafima Iljinitschna Gopner

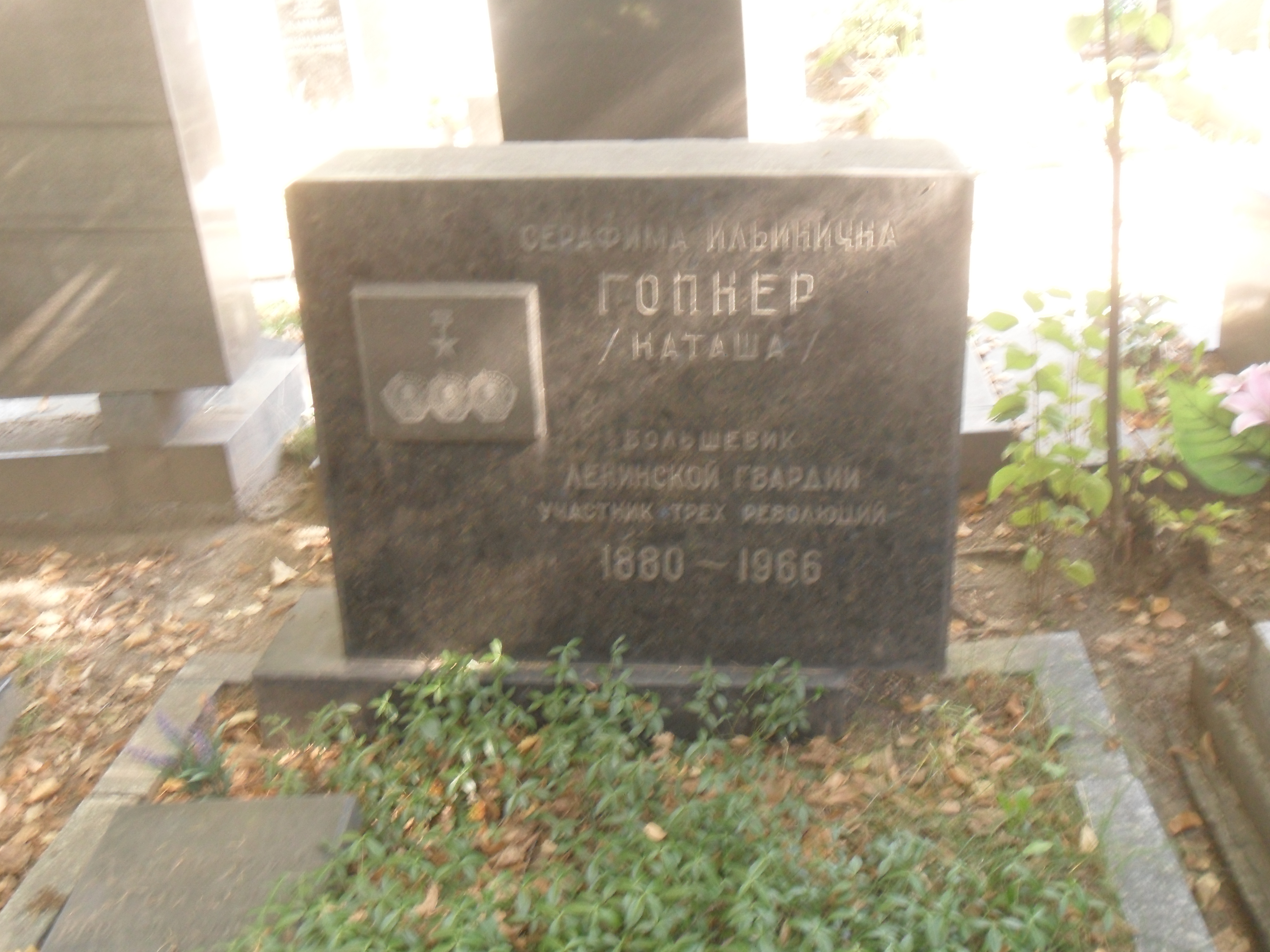
Gopners Grab auf dem Moskauer Nowodewitschi-Friedhof

Serafima Iljinitschna Gopner (* 26. Märzjul. / 7. April 1880greg. in Cherson; † 25. März 1966 in Moskau) war eine ukrainisch-sowjetische Politikerin und Historikerin.

## Leben

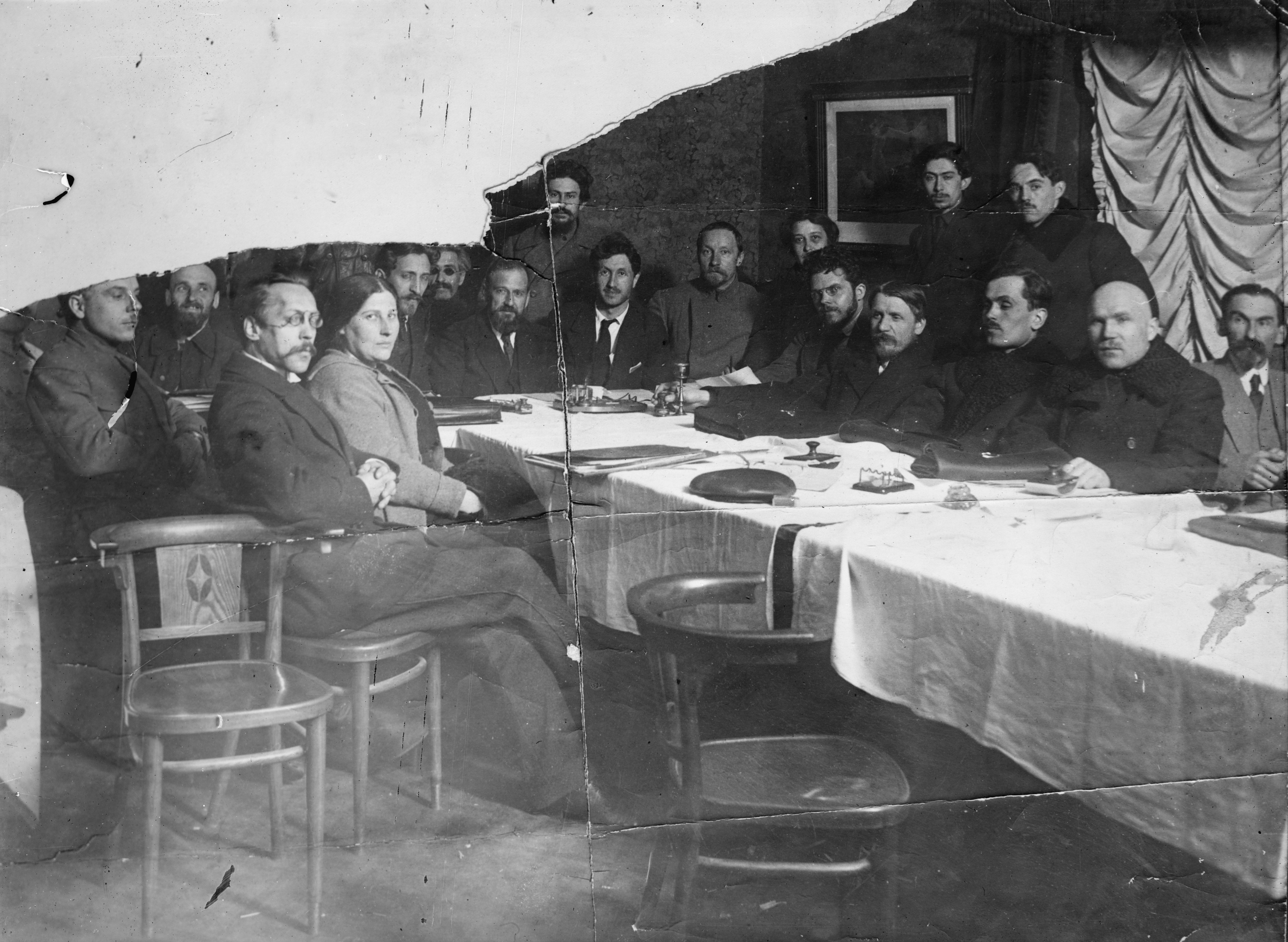
Serafima Iljinitschna Gopner – 1919

Gopner entstammte einer jüdischen Familie. Sie leistete Parteiarbeit in Jekaterinoslaw, Odessa und Nikolajew. Nach der Februarrevolution 1917 war sie Mitglied des Komitees der SDAPR(B), Deputierte des Sowjets in Jekaterinoslaw und Delegierte der VII. (April-)Konferenz der Bolschewiki. Sie war aktive Teilnehmerin an der Oktoberrevolution und am Bürgerkrieg in der Ukraine.
Im Herbst 1918 war Gopner kurze Zeit Vorsitzende des Auslandsbüros des Zentralkomitees der KPU. Später war sie Leiterin der Agitpropabteilung in den Gouvernementskomitees von Jekaterinoslaw, Donezk und Charkow, Mitglied des Gesamtrussischen Zentralexekutivkomitees und des Zentralexekutivkomitees der UdSSR. Sie war Delegierte aller Kongresse der Kommunistischen Internationale und zeitweise Leiterin der Agitpropabteilung des EKKI. Später war sie wissenschaftlich tätig und wurde 1934 Doktor der Geschichtswissenschaften. Nach 1945 war sie wissenschaftliche Konsultantin am Marx-Engels-Lenin-Institut.

## Ehrungen
Am 8. März 1933 wurde ihr für herausragendes Engagement im Bereich der kommunistischen Bildung von Arbeiterinnen und Bäuerinnen den Leninorden verliehen und im Jahr 1960 wurde sie als Held der sozialistischen Arbeit ausgezeichnet.
S. I. Gopner war die zweite Ehefrau des deutschstämmigen sowjetischen Politikers Emmanuel Quiring.